# Lonchodogonus cribratus
Lonchodogonus cribratus är en tvåvingeart som beskrevs av Hull 1962. Lonchodogonus cribratus ingår i släktet Lonchodogonus och familjen rovflugor. Inga underarter finns listade i Catalogue of Life.